# خاطرات (فیلم ۲۰۰۱)
«خاطرات» (هندی: यादें) فیلمی هندی در سبک موزیکال و رمانتیک است که در سال ۲۰۰۱ منتشر شد. از بازیگران آن می‌توان به جکی شروف، هریتک روشن، کارینا کاپور و آمریش پاری اشاره کرد.

## داستان
راججکی شروف مردی بسیار شاد و معتقد به عشق است که همسرش را در یک تصادف از دست داده و با سه دخترش در لندن به عنوان پیشکار یک خانواده ثروتمند زندگی میکند.او و رئیسش رابطه ی دوستی قدیمی دارند اما پسر رئیسش رونیت ریتیک روشن بیشتر از پدر و مادر خودش راج و همسرش را دوست دارد.داستان از جایی شروع میشود که راج تصمیم به بازگشت میگیرد و رونیت که صاحب یک وبسایت همسریابی است با او به هندوستان بر میگردد.آوانتیکا دختر بزرگ راج از طریق وبسایت ازدواج میکند اما دختر دوم یعنی سانیا با اصرار زیاد با دوست پسر خودش ازدواج میکند.در این بین رونیت که عاشق دختر سوم یعنی ایشا کارینا کاپور است موفق میشود که او را هم به خود علاقه‌مند کند.در این بین راج به خواست رئیسش از مونیشکا که دختر یک خانواده ی ثروتمند است برای رونیت خواستگاری میکند و آنها میپذیرند اما رونیت اطلاعی ندارد. سانیا به خانه برمیگردد و تقاضای طلاق میکند و این باعث از بین رفتن باور راج به عشق میشود.رونیت و ایشا با تعدادی عکس از راج اجازه ی ازدواج می خواهند اما راج به ایشا جریان خواستگاری را تعریف میکند و ایشا به خاطر علاقه به پدرش همه چیز را شوخی میخواند و برای رونیت آرزوی خوشبختی میکند.
رونیت در تلاش برای قانع کردن ایشا برای ازدواج است اما ایشا قبول نمی‌کند که او را دوست دارد.یک روز راج برای انجام کاری به یک بار میرود و در آنجا پدر و مادر مونیشکا را میبیند که با افراد دیگر رابطه دارند.او برای اطمینان بیشتر سوالاتی در مورد ازدواج از مونیشکا میپرسد و متوجه میشود که مونیشکا برای رونیت مناسب نیست.او قضیه را با رونیت و خانواده اش درمیان میگذارد اما عموی رونیت به راج و ایشا تهمت میزند و راج آنجا را ترک میکند.رونیت که ناامید شده با ایشا فرار میکند اما راج آنها را پیدا میکند.رونیت با اصرار به خانه برمیگردد اما در روز عروسی به همه ی مهمانان میگوید که این ازدواج به خاطر پول است و مونیشکا هم تایید میکند و از ایشا میخواهد که با رونیت ازدواج کند اما ایشا آنجا را ترک کرده.رونیت و خانواده اش به دنبال ایشا و راج میروند و عموی رونیت از آنها عذرخواهی میکند.در صحنه ی آخر رونیت و ایشا با هم میروند.